# لانس كينزي
لانس كينزي (بالإنجليزية: Lance Kinsey)‏ (و. 1959  م) هو كاتب سيناريو، وممثل أفلام كندي، ولد في كالغاري.
.

## وصلات خارجية
- لانس كينزي على موقع IMDb (الإنجليزية)
- لانس كينزي على موقع ألو سيني (الفرنسية)
- لانس كينزي على موقع أول موفي (الإنجليزية)
- لانس كينزي على موقع قاعدة بيانات الأفلام السويدية (السويدية)
- لانس كينزي على موقع إن إن دي بي (الإنجليزية)
- لانس كينزي على موقع قاعدة بيانات الفيلم (الإنجليزية)
- لانس كينزي على موقع كينوبويسك (الروسية)